# Forestville (Maryland)
Forestville es un lugar designado por el censo del condado de Prince George en Maryland, Estados Unidos.
La población era de 12.353 habitantes en el censo del año 2010. La ciudad es una mezcla de chalés, adosados y centros comerciales construidos en la mayoría de los casos entre los años 1930 y los años 1970 con una población principalmente negra (afrodescendiente). Por su situación hay mucha gente residente y que trabaja en Beltway o para los empleados de la Base aérea de Andrews y de la oficina estatal del censo.

## Geografía
Forestville tiene su ubicación geográfica en las coordenadas 38°51′18″N 76°52′31″O / 38.85500, -76.87528.
Según la oficina nacional del censo, tiene un área de 10.4 km² (4.0 mi²).

## Demografía
Según la Oficina del Censo en 2000 los ingresos medios por hogar en la localidad eran de $51.831 y los ingresos medios por familia eran $57.096. Los hombres tenían unos ingresos medios de $37.739 frente a los $34.796 para las mujeres. La renta per cápita para la localidad era de $22.205. Alrededor del 5.8% de la población y del 4.7% de las familias estaba por debajo del umbral de pobreza.